# Alegoría de la villa de Madrid
Alegoría de la villa de Madrid es un óleo sobre lienzo, obra de Francisco de Goya. Fue pintado en 1809, bajo el reinado de José Napoleón I. El cuadro «festejaba la entronización del rey José mostrando su efigie dentro de un óvalo, mientras la Fama anunciaba con la trompeta la llegada del nuevo y salvador monarca». Sin embargo, tras diversos cambios en el óvalo quedó finalmente el rótulo "Dos de Mayo".

## Historia
«El lienzo había sido encargado previamente a otro artista, pero Goya lo finalizará, revelando con ello sus buenas relaciones con el rey Bonaparte y con el gobierno afrancesado. Jeannine Baticle quiso ver en la ubicación lateral del retrato del monarca en el lienzo una actitud de distanciamiento del pintor respecto a éste, pero Gérard Dufour recuerda oportunamente que Goya había concebido una composición similar con la efigie de Fernando VII. Solo un año después de realizar esta pintura José I otorgó al artista aragonés la Real Orden de España. Goya, que vivía entonces cómodamente en Madrid, retrató asimismo a varios de los españoles colaboradores de José I…».
Tras la batalla de los Arapiles, en julio de 1812, el ejército francés abandonó Madrid y el Ayuntamiento decidió borrar la figura del soberano francés para incluir en su lugar la palabra «Constitución». Pero, meses después, José I volvió a la capital y Goya tuvo que pintar de nuevo el retrato del mayor de los Bonaparte. Al finalizar la guerra, la Carta Magna fue abolida y los responsables municipales de Madrid encargaron a Goya que incluyera al rey Fernando VII en el cuadro. El pintor aragonés hizo un retrato tan abominable del monarca absolutista que, en 1826, se encargó a otro pintor que rehiciese el retrato del rey. En 1843 fue borrado para sustituirlo por un dibujo del libro de la Constitución de Cádiz («La Pepa»). En 1873, ya destronada Isabel II, el alcalde de Madrid, el liberal Marqués de Sardoal, ordenó que borrasen los repintes anteriores y que se pusiera en el cuadro un letrero alusivo al Dos de Mayo, según dijo el propio alcalde, «al ser un hecho histórico genérico no está sujeto a las opiniones cambiantes de los hombres». Este último retoque fue efectuado por Vicente Palmaroli.

## Descripción
La pintura representa a una figura femenina vestida de blanco, con manto de púrpura y corona de oro, apoyada en el escudo de armas de la villa de Madrid, con el oso y el madroño. La mujer señala un cuadro oval (pintura dentro de la pintura) que representaba al monarca José I Bonaparte en su versión original, sustituida hoy por la inscripción patriótica, y tiene a sus pies un can simbolizando la fidelidad. Sostienen el óvalo dos ángeles adolescentes, mientras otros dos, volanderos, portan una corona de laurel (la gloria, el triunfo) y una trompeta, alusión a la fama.
Actualmente se encuentra en el Museo de Historia de Madrid, antiguo Museo Municipal de Madrid.